# Porte Saint-Sébastien (Riez)
La porte Saint-Sébastien est une porte située à Riez, en France.

## Localisation
La porte est située sur la commune de Riez, dans le département français des Alpes-de-Haute-Provence.

## Historique
L'édifice est classé au titre des monuments historiques en 1921.